# Southeastern Conference
La Southeastern Conference (conosciuta anche con l'acronimo SEC) è una delle conference della Division I (Division I-FBS nel football americano) della NCAA. È tra le più ricche e importanti conference dello sport universitario americano, in particolare nel football, nel quale fu la prima conference in assoluto a organizzare un campionato.
Attualmente comprende 16 atenei situati nella zona sud-orientale degli Stati Uniti d'America. Il quartier generale si trova a Birmingham, in Alabama.

## Membri attuali

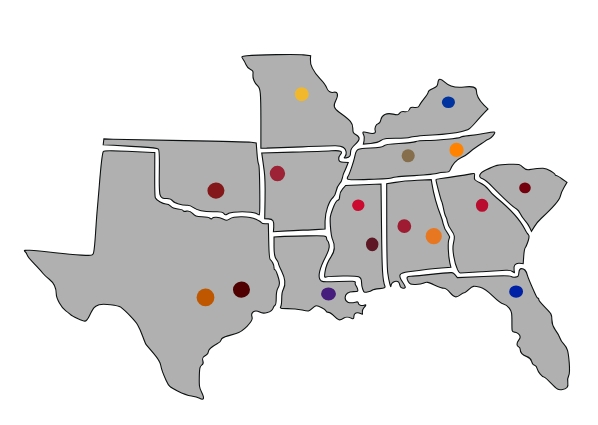
Mappa delle squadre della Southeastern Conference

- Alabama Crimson Tide
- Arkansas Razorbacks
- Auburn Tigers
- Florida Gators
- Georgia Bulldogs
- Kentucky Wildcats
- LSU Tigers
- Mississippi State Bulldogs
- Missouri Tigers
- Oklahoma Sooners
- Ole Miss Rebels
- South Carolina Gamecocks
- Tennessee Volunteers
- Texas Longhorns
- Texas A&M Aggies
- Vanderbilt Commodores